# (3099) Hergenrother
(3099) Hergenrother ist ein Asteroid des Hauptgürtels, der am 3. April 1940 von dem finnischen Astronomen Yrjö Väisälä in Turku entdeckt wurde.
Der Asteroid ist nach dem US-amerikanischen Astronomen Carl W. Hergenrother benannt.